# Tapinanthus coronatus
Tapinanthus coronatus är en tvåhjärtbladig växtart som först beskrevs av Van Tiegh., och fick sitt nu gällande namn av Danser. Tapinanthus coronatus ingår i släktet Tapinanthus och familjen Loranthaceae. Inga underarter finns listade i Catalogue of Life.